# Співучасниця війни
Співучасниця війни: невидима співпраця між військовими та астрофізиками (англ. Accessory to War: The Unspoken Alliance Between Astrophysics and the Military) — п'ятнадцята книга американського астрофізика та популяризатора науки Ніла Деграсса Тайсона, яку він написав у співавторстві з дослідником і письменником Евісом Ленгом. Її видала в 2018 році компанія W. W. Norton & Company. Книга розповідає про війну та використання космосу для військових цілей, наводячи різноманітні приклади, від використання Христофором Колумбом місячного затемнення до використання супутникової розвідки під час війни в Перській затоці. Коментуючи книгу, Тайсон сказав «National Geographic», що він вважає співпрацю між наукою та військовими «вулицею з двостороннім рухом».
Марсело Глейзер писав, що книга «лунає як тривожний, хоч і незручний заклик».